# Кудашева Фаріда Ягудівна
Фаріда Ягудівна Кудашева (башк. Gudaşewa Färiźä Ýähüt gyźy, Ҡудашева Фәриҙә Йәһүт ҡыҙы, тат. Qudaşeva Fəridə Yahüd qızı, Кудашева Фәридә Яһүд кызы; 15 грудня 1920, с. Кляшево, Уфимський кантон, Уфимская губернія — 9 жовтня 2010, Уфа) — радянська башкирська і татарська естрадна співачка, заслужена артистка РРФСР (1972), народна артистка Башкирської АРСР (1968), народна артистка Татарської АРСР (1990), лауреат Державної премії Татарстану імені Г. Тукая.

## Біографія
У 1939 році закінчила театральне відділення Уфимського театрально-художнього училища.
У 1939—1941 роках — артистка Дюртюлинського колгоспно-радгоспного театру.
У 1944—1947 роках — у Башкирському академічному театрі драми.
У 1948—1956 роках — солістка Башкирського радіокомітету.
У 1941—1944 роках і з 1956 року — солістка естради Башкирської державної філармонії, виступала в ансамблі з Т. Карімовим, Б. Гайсиним. Репертуар співачки включав авторські естрадні, башкирські і татарські народні пісні.
Чоловік — композитор і баяніст Бахті Гайсин.
Співачка померла 9 жовтня 2010 року, на 90-му році життя. Похована на Уфимському магометанському кладовищі.

## Нагороди та звання
- Медаль «За трудову відзнаку» (1955)
- Заслужена артистка Башкирської АРСР (1956)
- Народна артистка Башкирської АРСР (1968)
- Заслужена артистка РРФСР (1972)
- Медаль «В ознаменування 100-річчя з дня народження Володимира Ілліча Леніна» (1970)
- Медаль «Ветеран праці» (1984)
- Значок міністерством культури СРСР «За відмінну роботу» (1989)
- Народна артистка Татарської АРСР (1990)
- Орден Дружби народів (1991)
- Ювілейна медаль «50 років Перемоги у Великій Вітчизняній війні 1941—1945 рр.» (1995)
- Державна премія імені Г. Тукая Республіки Татарстан (1996)
- Почесні грамоти Республік Башкортостан, Татарстан та ін.
- Почесний громадянин міста Уфи (1995)

## Пам'ять
Ім'я співачки носить одна з вулиць Уфи і Міжнародний фестиваль башкирської і татарської пісні «Дуслык моно».